# Тре Санти ди Чентовера (Пјаченца)
Тре Санти ди Чентовера је насеље у Италији у округу Пјаченца, региону Емилија-Ромања.
Према процени из 2011. у насељу је живело 27 становника. Насеље се налази на надморској висини од 121 м.